# Tabu Ley Rochereau
Tabu Ley Rochereau (* 11. November 1940 in Bagata (Belgisch Kongo) als Pascal-Emmanuel Sinamoyi Tabu; † 30. November 2013 in Brüssel) war ein kongolesischer Sänger (Tenor) und Songwriter, der auch als Politiker aktiv war. Seit 1970 war er der Leiter des Orchestre Afrisa International sowie einer der einflussreichsten Sänger Afrikas; er hat mehr als zweitausend Lieder geschrieben und mehr als 100 Alben veröffentlicht.

## Leben und Wirken
Tabu Ley erhielt seinen Künstlernamen mit 14 Jahren, noch bevor er auf der Bühne aktiv wurde, als er auf die Frage eines Lehrers zur französischen Geschichte die richtige Antwort gab: Pierre Denfert-Rochereau. Nachdem er einen Gesangswettbewerb im Stadion von Kinshasa gewonnen hatte, sang er seine erste Platte ein, den spanischen Titel Micky me quiero, ein Lied von Nino Malapet und der Gruppe Rock-a-Mambo. Ein Jahr später gab er sein Debüt im Nachtclub Vis-à-Vis im damaligen Léopoldville als zweiter Sänger bei Joseph „Le Grand Kallé“ Kabasele, für den er zuvor schon Songs geschrieben hatte; er konnte aber erst nach Beendigung seiner Schulzeit dessen Band L’African Jazz beitreten. Bekannt wurde er durch seine Mitwirkung in dem panafrikanischen Hit Indépendance Cha Cha, den Grand Kallé anlässlich der Unabhängigkeit des Kongo im Jahr 1960 komponiert hatte. 1963 verließ er African Jazz, um mit dem Gitarristen Nico Kasanda und dem Perkussionisten Roger Izeidi die eigene Band African Fiesta zu gründen. Zwei Jahre später trennte er sich von Kasanda wegen künstlerischer Differenzen und gründete eine eigene Band, der zeitweilig Musiker wie Papa Wemba und Sam Mangwana angehörten. African Fiesta National wurde zu einer der erfolgreichsten Bands in der afrikanischen Geschichte, nahm afrikanische Rumba-Klassiker wie Afrika Mokili Mobimba auf und übertraf bis 1970 die Marke von einer Million verkaufter Tonträger.
1970 trat Tabu Ley mit seinem neu gegründeten Orchestre Afrisa International im Olympia (Paris) auf; dort entstanden zwei LPs. Nach der Errichtung des Regimes von Mobutu Sese Seko in den frühen 1970er Jahren nahm er während der kulturpolitischen Authenticité-Kampagne den Namen Tabu Ley an.
Afrisa International wurde neben TP OK Jazz eine der zentralen Bands im Kongo. Mit Tabu Ley nahm sie Hits wie Sorozo, Kaful Mayay, Aon Aon und Mose Konzo auf. Ihr Auftritt bei Zaire 74 wurde in dem Dokumentarfilm Soul Power festgehalten. Zusammen mit dem Orchestre Afrisa International gestaltete er den Wandel von der kongolesischen Rumba zum schnelleren Soukous maßgeblich mit. So führte er das Schlagzeug in diese Musik ein. Elemente der traditionellen zairischen Musik wie die Holztrommel Lokole, der Soul und der Drive des R&B, lateinamerikanische Synkopen, digitale Perkussion, Synthesizerharmonien sowie der Gitarrenstil von Tabu Leys langjährigem Mitarbeiter Huit-Kilos Bimwela Nseka wurden zu einer tanzbaren und sinnlichen Weltmusik verwoben. 1981 entdeckte Tabu Ley M’bilia Bel, die dann bei Afrisa International sang und als erste Soukous-Sängerin in ganz Afrika bekannt wurde. Kurz darauf nahm er auch die Alben Choc Choc Choc 1983 und L’Evenement mit seinem großen Konkurrenten Franco Luambo auf.
1988 wanderte Tabu Ley aus politischen Gründen zunächst nach Frankreich aus; Anfang der 1990er Jahre zog er in die Vereinigten Staaten, wo er sich in Südkalifornien niederließ. Er begann, seine Musik auf ein internationales Publikum zuzuschneiden, indem er auf den dort entstehenden Alben Muzina und Africa Worldwide für Rounder Records auch englische Texte und Tanzstile wie Samba verwendete. Weitere Alben wie Babeti Soukous entstanden für Realworld Records. 1990 verbot das Mobutu-Regime sein Album Trop, c’est Trop als subversiv. 1996 wirkte er an dem Album Gombo Salsa des Salsa-Musikprojekts Africando mit und öffnete sich der Salsamusik.
Nach der Absetzung Mobutus 1997 kehrte Tabu Ley nach Kinshasa zurück, um Minister in der Regierung des neuen Präsidenten Laurent Kabila zu werden. Nach dem Tod Kabilas gehörte Tabu Ley dem Übergangsparlament an, bis es nach der Einrichtung der umfassenden Übergangsinstitutionen aufgelöst wurde. Im November 2005 wurde Tabu Ley zum stellvertretenden Gouverneur von Kinshasa ernannt. Er diente auch als Kulturminister der Provinz.
Rochereau starb 2013 im Alter von 73 Jahren im Saint-Luc-Krankenhaus in Brüssel, wo er wegen eines Schlaganfalls, den er 2008 erlitten hatte, behandelt worden war. Er hinterließ zahlreiche Kinder, darunter den französischen Rapper Youssoupha und den Sänger und Komponisten Pegguy Tabu.

## Preise und Auszeichnungen
Bereits zu Beginn der 1970er Jahre erhielt Rochereau von Senegal den Ehrentitel „Ritter“ verliehen; kurz darauf wurde er von der Republik Tschad zum Offizier des Nationalordens ernannt.